# Alestopetersius
Alestopetersius is een geslacht van straalvinnige vissen uit de familie van de Afrikaanse karperzalmen (Alestidae).

## Soorten
- Alestopetersius bifasciatus (Poll, 1967)
- Alestopetersius brichardi Poll, 1967
- Alestopetersius caudalis (Boulenger, 1899)
- Alestopetersius compressus (Poll & Gosse, 1963)
- Alestopetersius conspectus Mbimbe & Stiassny, 2012
- Alestopetersius hilgendorfi (Boulenger, 1899)
- Alestopetersius leopoldianus (Boulenger, 1899)
- Alestopetersius nigropterus Poll, 1967
- Alestopetersius smykalai Poll, 1967
- Alestopetersius tumbensis Hoedeman, 1951